# Pipistrellus rusticus
Pipistrellus rusticus là một loài động vật có vú trong họ Dơi muỗi, bộ Dơi. Loài này được Tomes mô tả năm 1861.